# Domaine de Vert-Mont
Le domaine de Vert-Mont est une propriété comprenant un château des XIXe et XXe siècles située dans la commune de Rueil-Malmaison dans le département des Hauts-de-Seine et la région d'Île-de-France.
Construit à l'origine pour l'helléniste et ethnologue Gustave d'Eichthal (1804-1886) et reconstruit pour le financier et philanthrope américain Edward Tuck (1842-1938), il abrite aujourd'hui la Fondation Tuck, liée à l'IFP Energies nouvelles.

## Historique
La propriété connue primitivement sous le nom de « domaine des Fossés » est constituée entre 1855 et 1858 par Gustave d'Eichthal (1804-1886), helléniste et ethnologue, gendre du propriétaire de Bois-Préau, Édouard Rodrigues-Henriques, à partir de parcelles détachées du domaine de Bois-Préau et de terres environnantes, rachetées à des paysans. L'ensemble forme un domaine de 12 hectares à proximité immédiate des châteaux de Bois-Préau et de Malmaison. Il conserve de l'époque consulaire une terrasse due à l'architecte et paysagiste attitré de l'impératrice Joséphine, Louis-Martin Berthault.
Une première demeure est construite vers 1858, à un seul étage et toit en terrasse, qui est fortement endommagée par un incendie en 1870.
Le financier et philanthrope américain Edward Tuck (1842-1938) se fixe définitivement à Paris vers 1890 et achète en 1898 le domaine pour en faire sa résidence. C'est lui qui lui donne le nom actuel de Vert-Mont. Vers 1900, il fait construire le château actuel, de style néo-Louis XVI, sur la base de l'ancien bâtiment dont le rez-de-chaussée conserve la trace. Les deux étages supérieurs possèdent une ornementation à frontons triangulaires, différente de celle du rez-de-chaussée, soulignant les deux étapes de construction. Le corps de logis principal est agrémenté d'un jardin d'hiver, dit « salle de verdure », ajouté avant 1910. La salle de bains est entièrement décorée de motifs végétaux sur faïence de Venise. Le parc paysager est redessiné par Edward Tuck lui-même et comprend différents bâtiments élevés dans un style régionaliste : écuries, serres, orangerie et une usine électrique, actuellement transformée en pavillon de gardien.
En 1924, Edward Tuck cède le domaine à sa nièce Dorothy Morgan Hall, tout en en gardant l'usufruit jusqu'à sa mort. Durant la guerre le domaine est occupé par les Allemands, puis par les Américains et enfin les Britanniques (RAF). Selon un rapport d'expert ce sont ces derniers qui font le plus de dégâts, leur part de dégradation est estimée à 72%, les Allemands 25%. En 1954, Mme Hall vend la propriété à la société civile immobilière Rueil Vert-Mont, représentée par Madeleine Eristov Gengis-Khan, née Schmid, sous condition que soit réalisé un programme conforme aux idéaux défendus par Edward Tuck.
Plusieurs projets se succèdent dans les années 1960 à 1980, notamment un « Centre de coopération intellectuelle internationale », centre d’accueil pour les savants et chercheurs étrangers, destiné à favoriser les échanges avec leurs collègues français, qui occupe le domaine de 1958 à 1973 mais a du mal à installer ses activités. En définitive, Mme Eristov et la SCI Rueil Vert-Mont décident d'apporter le domaine à une fondation. La Fondation Tuck est créée en 1990 avec l'Institut français du pétrole (devenu IFP Energies nouvelles) voisin. Sa dotation initiale est constituée du domaine, réduit aujourd'hui à 6 hectares, et de fonds apportés par l'Institut français du pétrole et l'École nationale supérieure du pétrole et des moteurs qui en dépend.

## Fondation Tuck
La Fondation Tuck est une fondation reconnue d'utilité publique créée en 1990 dans le but de « développer la coopération internationale et notamment franco-américaine en matière d'enseignement et de recherche dans les domaines des hydrocarbures, de la pétrochimie, des moteurs, des activités qui leur sont liées, ainsi que de leurs effets sur l'environnement ».
La fondation agit en apportant des aides aux étudiants et jeunes chercheurs, en finançant des recherches, des laboratoires, équipements et outils pédagogiques, l'accueil en France de professeurs étrangers, des chaires de l'École nationale supérieure du pétrole et des moteurs (ENSPM, devenue IFP School), l'organisation de séminaires et colloques internationaux et réalisation de publications. Ses statuts lui permettent de recevoir des dons en bénéficiant du régime fiscal du mécénat.
La fondation est administrée par un conseil d'administration de douze membres :
- trois au titre du collège des fondateurs : un représentant des donateurs de la propriété de Vert-Mont, le président du conseil d'administration d'IFP Energies nouvelles, le directeur d'IFP School ;
- trois au titre du collège des membres de droit représentants du ministère de l'intérieur, du ministère chargé de l'économie et des finances et du ministère chargé de l'industrie ;
- six au titre du collège des personnalités qualifiées choisies pour leur capacité à aider la fondation dans ses objectifs et cooptées par les autres membres du conseil d'administration.

## Protection
Le parc du domaine de Vert-Mont fait l’objet d’une inscription au titre des monuments historiques depuis le 14 novembre 1994. Il est également labellisé « patrimoine du XXe siècle ».

## Galerie

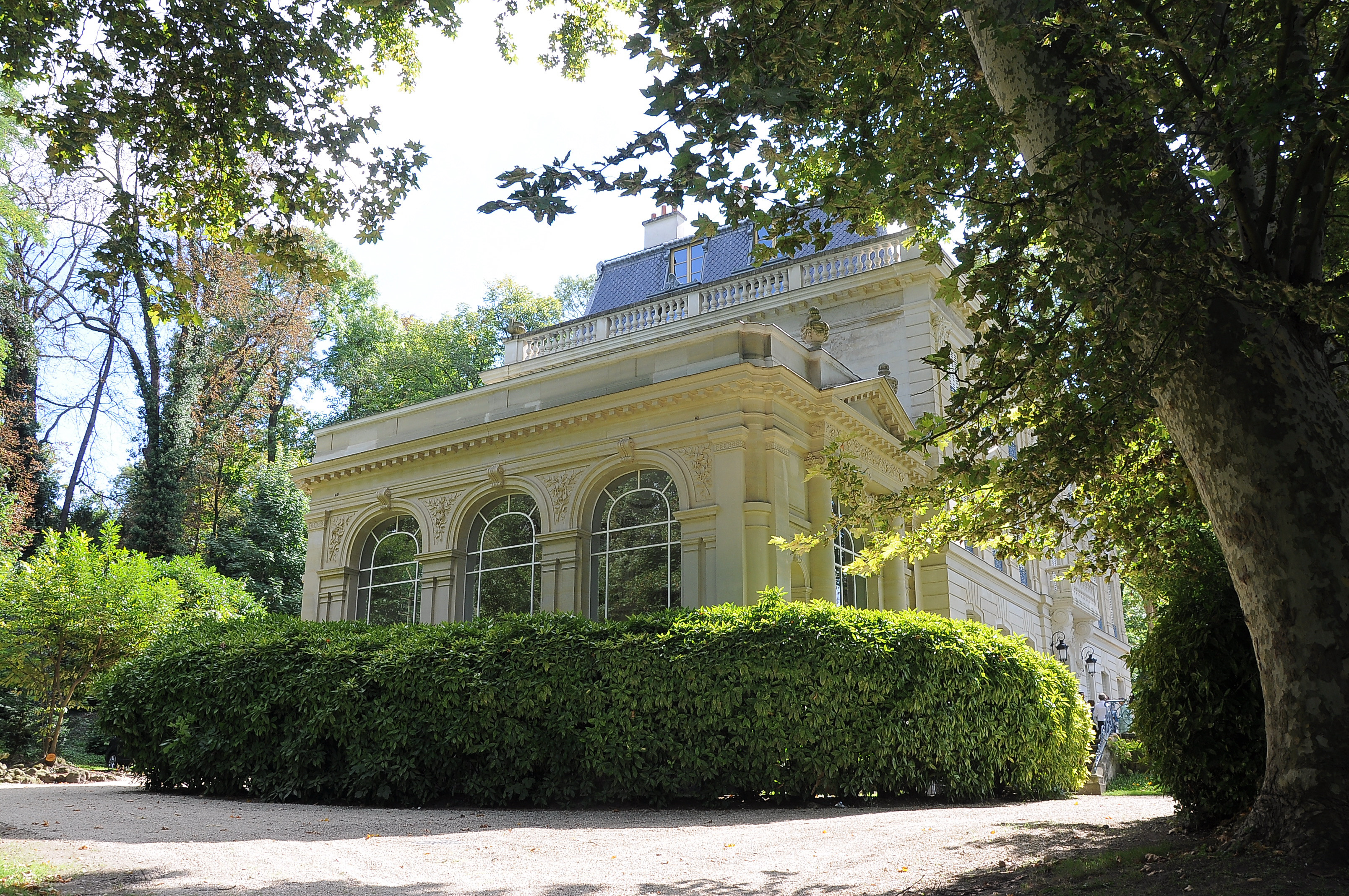
Vue de l’extérieur de la salle des fêtes.
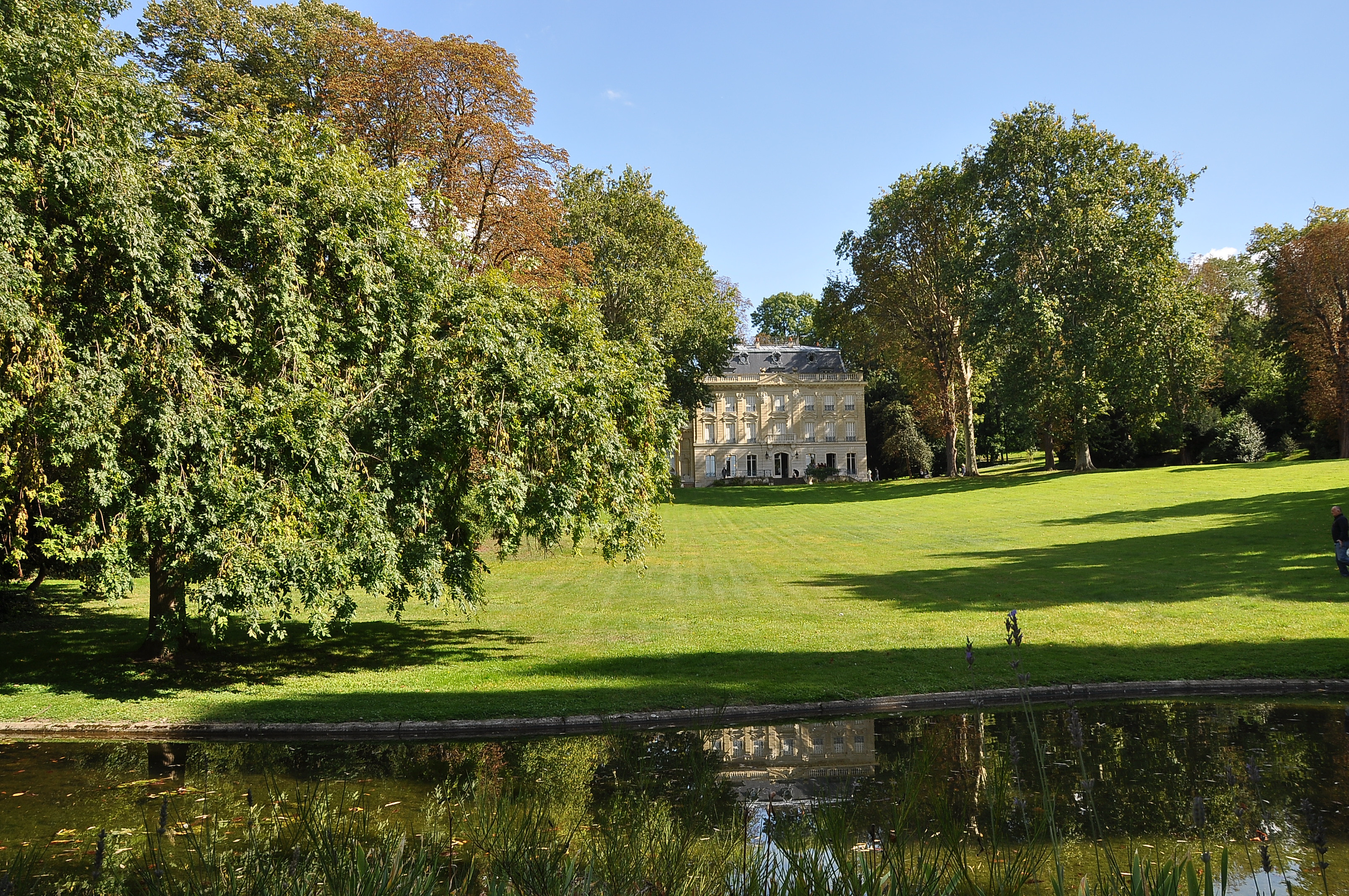
Parc du château.
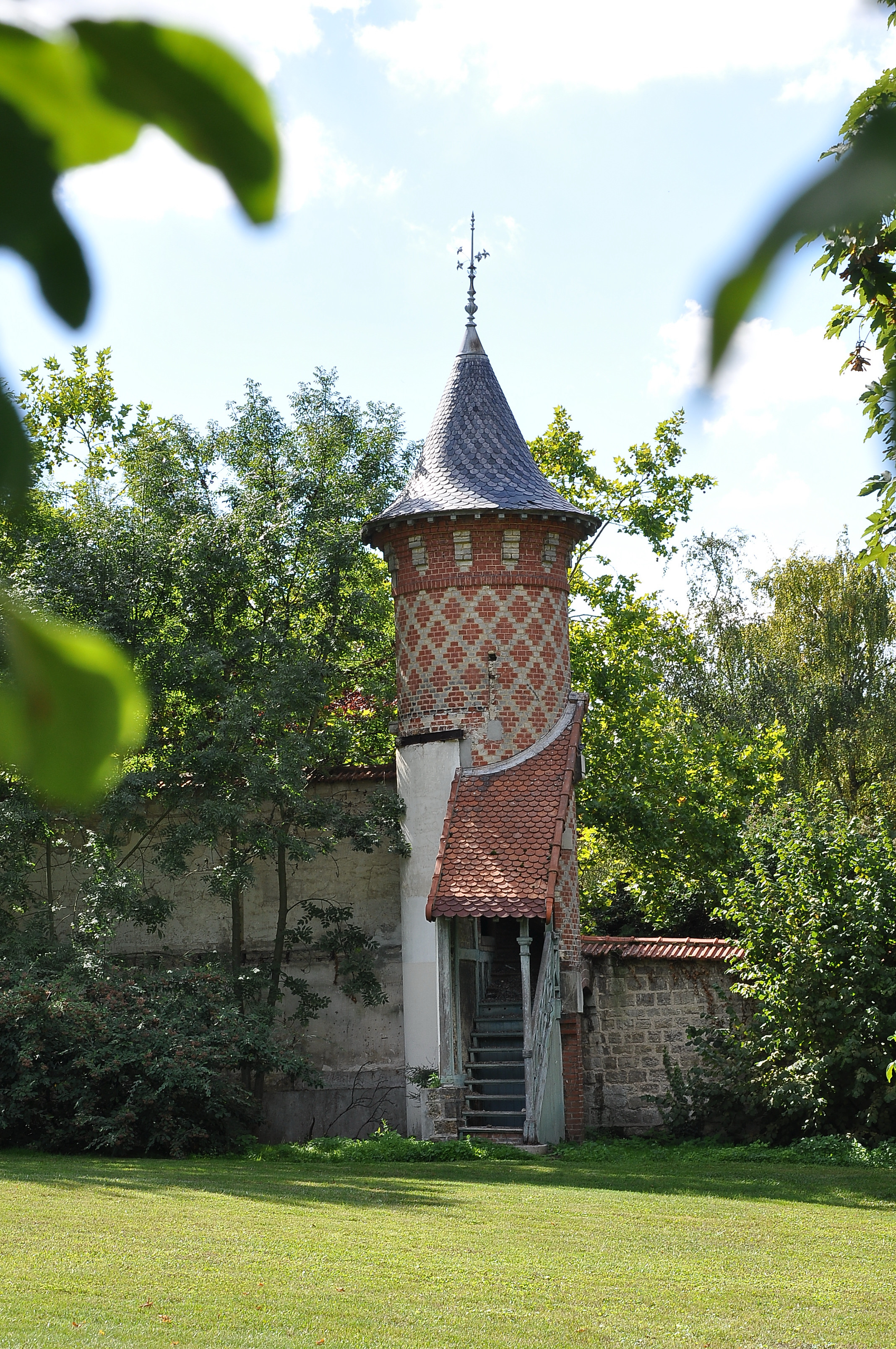
Tourelle dans le parc.
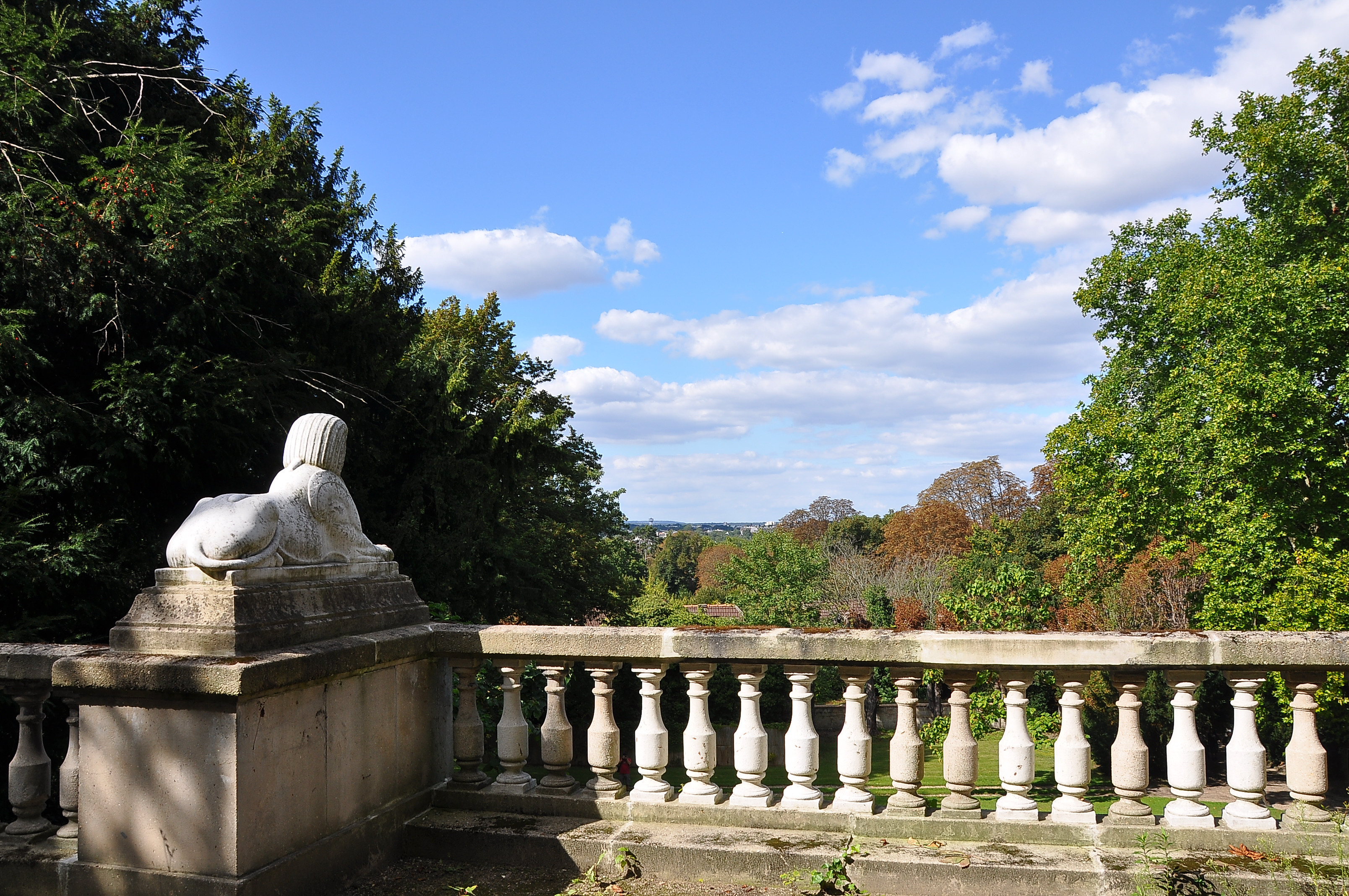
Terrasse dans le parc du château.
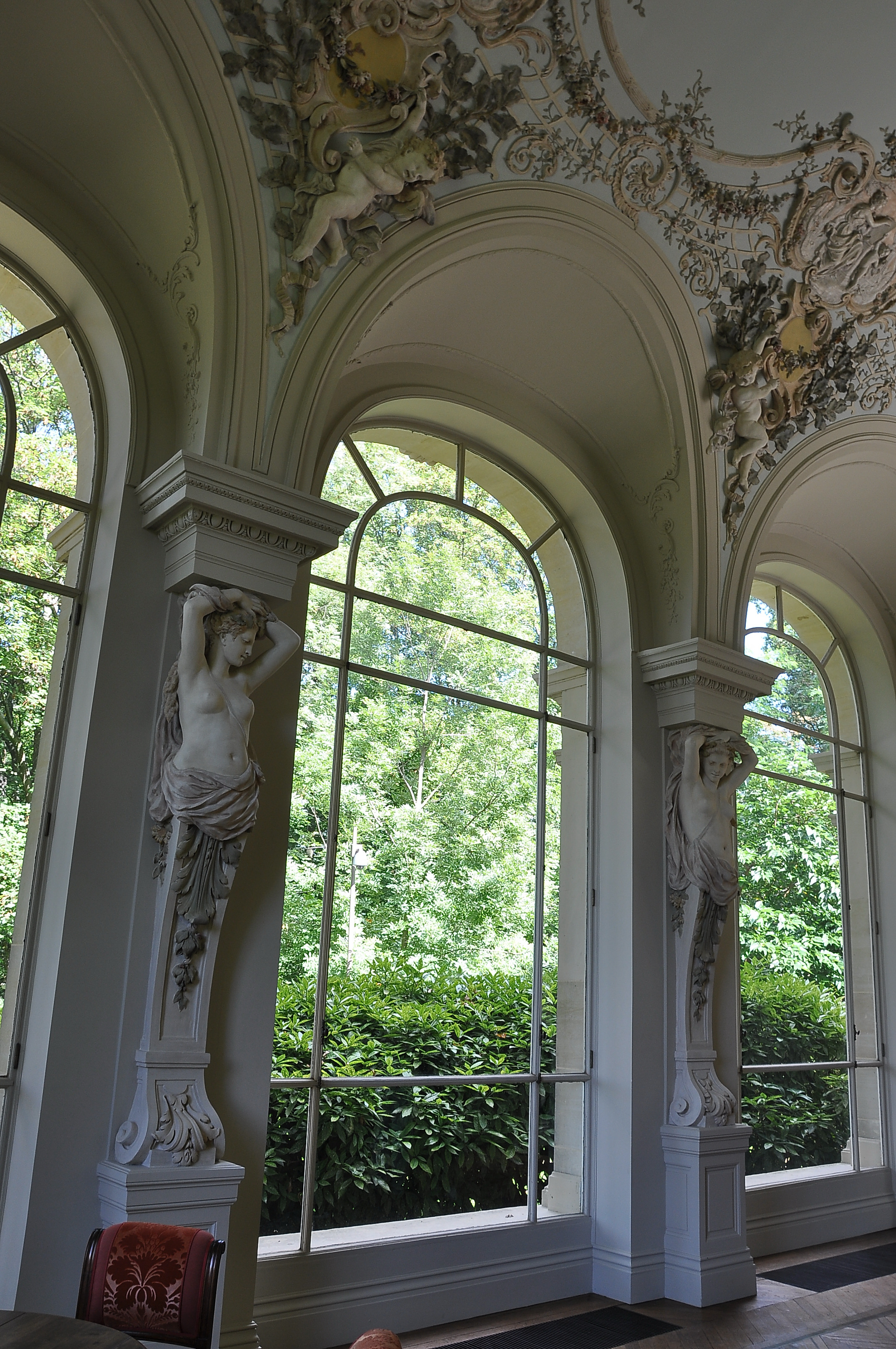
Relief dans la salle des fêtes.

## Pour approfondir